# Proyecto Steve
El Proyecto Steve es una lista de científicos cuyo nombre de pila es Stephen o alguna de sus variantes (Stephanie, Esteban, Stefan...) y que aceptan la teoría de la evolución. La lista es una iniciativa del Centro Nacional para la Educación Científica (National Center for Science Education) de Estados Unidos. La intención original era parodiar los intentos de la comunidad creacionista de compilar listas de científicos que 'dudan de la veracidad de la evolución' —por ejemplo, la lista de Answers in Genesis de científicos que aceptan la literalidad de la creación bíblica según el libro del Génesis, o la lista del Discovery Institute Un disenso científico del darwinismo—. El proyecto Steve contiene referencias burlescas a las listas anteriores. Pero sus creadores destacan que 'no desean hacer caer a los lectores en la falacia de que los debates científicos se deciden sobre la base de quién puede presentar las listas más largas'.
No obstante, el Proyecto Steve es una lista genuina de científicos reales. A pesar de que se limita a científicos llamados Steve (lo cual en EE. UU. limita la lista a aproximadamente el 1% de la población), la lista es considerablemente más larga que cualquier lista creacionista, y contiene las firmas de muchísimos más científicos eminentes. Cabe destacar especialmente el hecho de que la lista del Proyecto Steve contiene muchos más biólogos que las listas creacionistas, dado que aproximadamente el 51% de todos los Steves son biólogos. Una encuesta de 2009 del Pew Research mostró que el 97% de los científicos aceptan el hecho de la evolución, y el 87% lo atribuyen a causas naturales. 
El recuento de todos los Steves que han firmado se mantiene en la página web Steve-o-meter. El número de Steves registrados al 8 de enero de 2019 es de 1.435.

## Manifiesto
El manifiesto que suscriben los firmantes del Proyecto Steve declara lo siguiente:

La evolución es uno de los pilares fundamental de la biología, y la evidencia a favor de un origen común de todos los seres vivos es abrumadora. A pesar de que existen debates legítimos sobre los procesos evolutivos y los patrones que siguen, no existe ninguna duda científica de que la evolución es un hecho ni de que la selección natural es uno de sus mecanismos principales. Es científicamente inapropiado y pedagógicamente irresponsable introducir la alternativa pseudocientífica del creacionismo (incluyendo, pero sin limitarse a, el 'diseño inteligente') en las clases de ciencia de las escuelas de nuestra nación.

Algunos comentaristas han criticado el hecho de que este manifiesto no menciona la geología, a pesar de que la evolución también es un principio importante en esta disciplina. Sin embargo, está omisión no se apreció hasta un momento demasiado tardío, y se decidió que no merecía la pena corregir el manifiesto. Otros críticos han señalado que las afirmaciones sobre el origen común son ligeramente erróneas, ya que no mencionan las conclusiones del trabajo de Carl Woese, publicadas en 2002. Woese propone que existe un mecanismo de "transferencia horizontal de material genético" entre organismos, lo cual hace que los árboles evolutivos sean más complejos de lo que se pensaba previamente.

## Historia
El nombre del proyecto es un homenaje al paleontólogo estadounidense Stephen Jay Gould (1941-2002). Su origen se remonta a una nota de prensa publicada el 16 de febrero de 2003. La publicación de la nota se produjo en la ciudad de Denver (Colorado), durante la convención de 2003 de la Asociación Americana para el Avance de la Ciencia (American Association for the Advancement of Science). Tras dar una charla titulada "La ignorancia científica como un modo de vida: de la ciencia-ficción en Washington al diseño inteligente en las aulas", Lawrence Krauss hizo el anuncio oficial y remitió a los reporteros a Eugenie Scott (presidente del NCSE), que se encontraba sentado en la primera fila de la sala.
El objetivo original, que se completó en apenas diez días, era conseguir las firmas de cien Steves. Entre estas primeras cien firmas se encuentran dos laureados con el premio Nobel de física: Steven Weinberg y Steven Chu. Durante el primer mes, el número de firmas superó las doscientas. A medida que las noticias del Proyecto Steve se extendían, más y más Steves se pusieron en contacto con el NCSE para poder agregar su nombre, y la lista ha continuado creciendo desde entonces. 
El Proyecto Steve llamó la atención de los medios de comunicación, dando lugar a artículos en publicaciones como Washington Times, Science, The Oakland Tribune, o una entrevista con Eugenie Scott (director del NCSE) a cargo del periodista científico australiano Robyn Williams para el programa de radio The Science Show. Este programa también convenció a Geoff Sirmai y David Fisher (miembros del grupo cómico australiano Comic Roasts) para que escribieran la Canción de Steve como una parodia de la canción Spam de los Monty Python. La canción se presentó en el mismo programa que difundió la entrevista con Eugenie Scott, aireado el 8 de marzo de 2003.
Stephen Hawking, catedrático Lucasiano de matemáticas en la Universidad de Cambridge, fue el signatario número 300, aunque para el momento en el que se anunció este hito, el número ya había subido a 305. El 26 de diciembre de 2003, coincidiendo con el día de San Esteban, el Proyecto Steve alcanzó los 400 signatarios. Para conmemorar este hecho, el NCSE decidió crear una camiseta conmemorativa. La camiseta muestra la frase "Más de _00 científicos llamados Steve se han puesto de acuerdo: ¡Enseñemos la evolución!", con la centena más reciente reemplazando la barra baja. La camiseta también incluye una lista de los signatarios hasta la actualidad, en una fuente menor.
Eugenie Scott, Glenn Branch, y Nick Matzke publicaron un artículo satírico en el número de julio/agosto de 2004 de la revista Annals of Improbable Research, con todos los Steves que habían suscrito el manifiesto hasta ese momento incluidos como autores. Este artículo, titulado "La morfología de Steve" contiene "el primer análisis científico del sexo, ubicación geográfica, y masa corporal de científicos llamados Steve". Los datos se obtuvieron a través del "novísimo aparato de Stevometría experimental del NCSE: la camiseta"
En el segundo aniversario del Proyecto Steve, en febrero de 2005, el número de signatarios había ascendido a 543. El Ottawa Citizen celebró este hito con una historia de portada en su edición del 20 de febrero de 2005. El Steve 600 estampó su firma el 12 de septiembre de 2005; el 16 de febrero de 2006, coincidiendo con el tercer aniversario del proyecto, se alcanzó la cifra de 700 Steves; los 800 Steves se alcanzaron poco más de un año después, el 24 de abril de 2007. Numerosas publicaciones (The Times, Scientific America, Yale Daily News, The Guardian, MIT's TechTalk, The Arizona Republic, entre otros) se han hecho eco del progreso del Proyecto Steve.

## Reacciones
William Dembski, miembro del Discovery Institute, y promotor del manifiesto Un disenso científico del darwinismo, el cual contaba con sólo ocho Steves en julio de 2007, ha manifestado lo siguiente:

Si la intención del Proyecto Steve era demostrar que la gran mayoría de los científicos aceptan una visión naturalista de la evolución, el NCSE podía haberse ahorrado el esfuerzo: ese hecho nunca ha sido puesto en duda. Una cuestión más interesante, sin embargo, es si hay algún científico competente que rechace esta visión.

Inspirado por el Proyecto Steve, y motivado por la cobertura informativa del manifiesto del Discovery Institute, R. Joe Brandon promovió un nuevo manifiesto en el que los científicos podían dejar constancia de su apoyo a la teoría de la evolución. El manifiesto (titulado "Un apoyo científico del darwinismo y de que nuestras escuelas no enseñen el diseño inteligente como ciencia") circuló durante un periodo de cuatro días coincidiendo con el juicio de Kitzmiller contra el Distrito Escolar de Área de Dover, en octubre de 2005. Durante estos cuatro días, el manifiesto de Brandon recibió 7733 adhesiones, a un ritmo 697000% superior al del manifiesto del Discovery Institute.